# Grad Belec
Grad Belec (hrvaško Belecgrad) je nekoč stal na ravnem vrhu strmega griča 3,5 km severno od današjega naselja Belec  v Hrvaškem Zagorju na južnem pobočju Ivanščice. V razvaline je bil prepuščen že na začetku 18. stoletja in o njem priča le nekaj ostankov obrambnega zidu.  

## Zgodovina
Grad  je prvič omenjen  leta 1334 kot gospoščina, ki jo je Peter Gising kupil od Friderika I. svobodnega gospoda Celjskega. V rokah Gisingov je bil do leta 1339, ko je njihova posestva v imenu kralja Karla I. Roberta Anžujskega osvojil ban Mikac Mihaljević. V kraljevih rokah Grad Belec ostane do 27. januarja1399, ko ga je ogrski kralj Sigismund Luksemburški skupaj z Zagorsko županijo podelil celjskemu grofu Hermanu II.. Celjski grofje in državni knezi ter večkrat hrvaški bani so grad imeli v posesti do 1456. Po smrti Ulrika II. Celjskega je bil grad eno leto v posesti njegove vdove  Katarine Branković. Leta 1457 je bil grad v lasti vojskovodje Celjskih, ki je postal hrvaški ban Jana Vitovca in njegovih sinov Jana, Janeza in Viljema, od približno leta 1489 je lastnik gradu Jakob Székely, nato od leta 1494 ogrski kralj Matija Korvin, ki ga je leta  1504 podelil Beatrici Frankopanski. Od leta 1509 je bil lastnik gradu Georg Brandemburški iz veje Hohenzollern, leta 1514 preide v roke družine Gyulay, leta 1567 družine Turóczy, leta 1634 ga dobi Sigismund Keglević, že naslednjega leta pa Tomo in Aleksander Mikulić Brokunovečki. Nato leta 1657 z njim razpolaga kraljeva blagajna Habsburške monarhije, ki ga proda še istega leta Janosu II. Erdődy, leta 1674 ga pridobi njihova sorodnica Elizabeta Keglević. Pred letom 1706 je grad kupila Ana Barbara Auersperg in ga naprej proda Adamu Benediktu Rattkayu, ki ga opusti. Že opuščenega ga leta 1720 kupi Franjo Matačić in ga pusti propasti ter preseli sedež gospostva v bližnji dvorec v Selnici.